# アエロ Ae 02

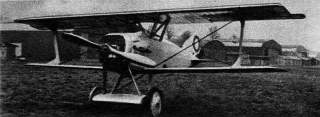
Aero Ae 02 in 1921.

アエロ Ae-02（Aero Ae 02）は、1920年代初めに初飛行した、チェコスロバキアで設計され、製作された初の戦闘機である。
開発は1920年からAntonín Husník とAntonín Vlasákによって始められた。木製構造の固定脚の単発戦闘機であった。200馬力のイスパノスイザ8Baエンジンが搭載された。1921年に完成し、ヨゼフ・ノバック（Josef Novák） の操縦で初飛行したが、チェコ空軍の発注は得られなかった。その後Ae-04に改良され、1923年のAero A.18にいたって初めて軍に採用された。
Ae-02は1921年にヨゼフ・ノバックの操縦でチェコの航空レースに参加し好成績をえた。

## 仕様
- 乗員： 1
- 全長： 5.45 m
- 全幅： 7.70 m
- 空虚重量： 675 kg
- 最大離陸重量： 945 kg
- エンジン： Hispano-Suiza 8Baエンジン 、220 hp
- 最高速度：225 km/h
- 巡航高度：3,600 m
- 武装：2 x 同調 .303 ビッカース機銃

## References
1. ↑  Virtual Aircraft Museum